# روور ۱۰
روور ۱۰ (Rover 10) خودرویی است که در سال‌های ۱۹۲۹ تا ۱۹۳۳ تولید شده‌است. طول آن در حالت طبیعی ۱۵۶ اینچ (۴٬۰۰۰ میلیمتر) و عرض آن در حالت طبیعی ۶۲ اینچ (۱٬۶۰۰ میلیمتر) است. سیستم جعبه‌دندهٔ آن به صورت دستی است.

## نگارخانه

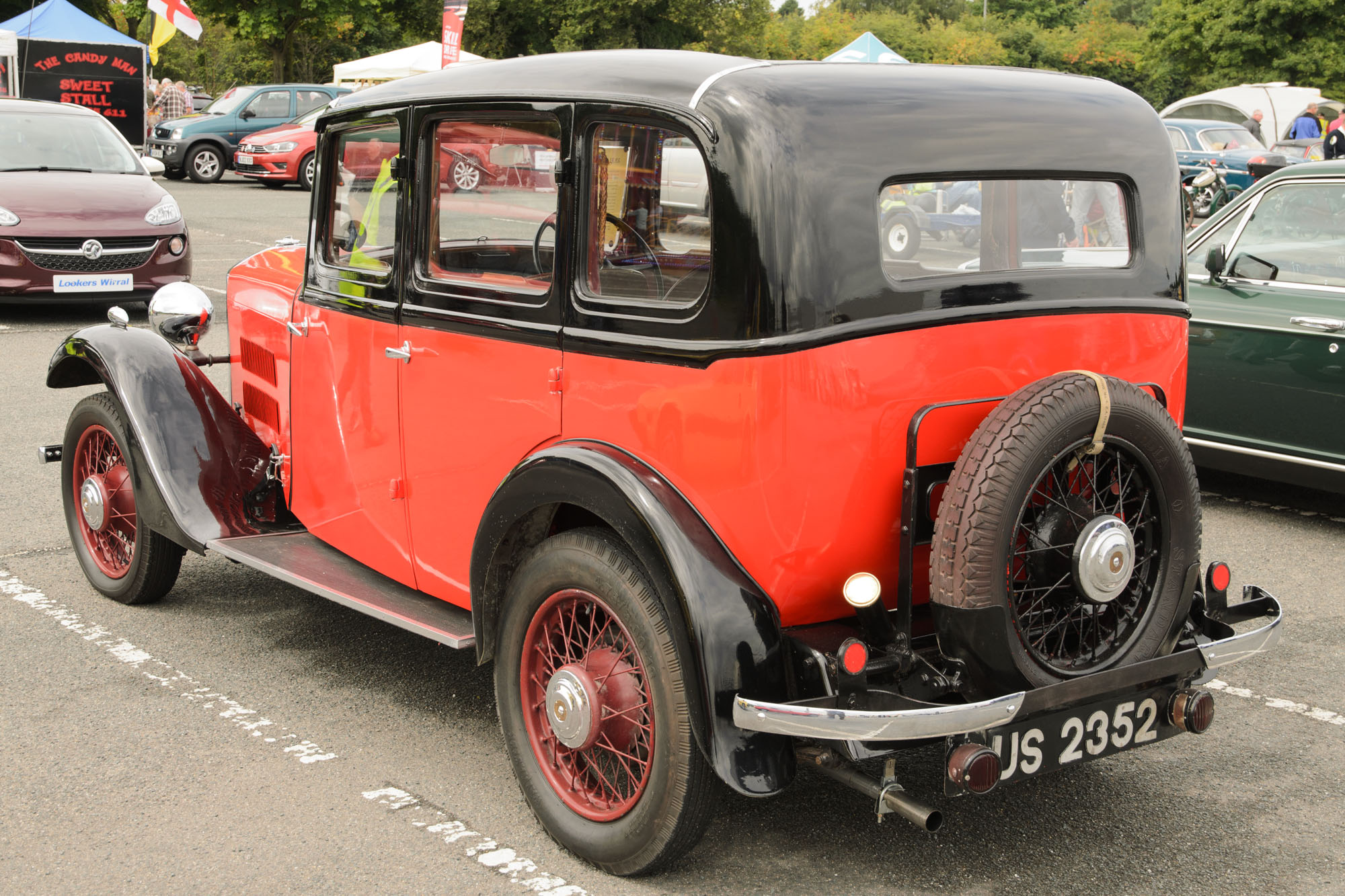
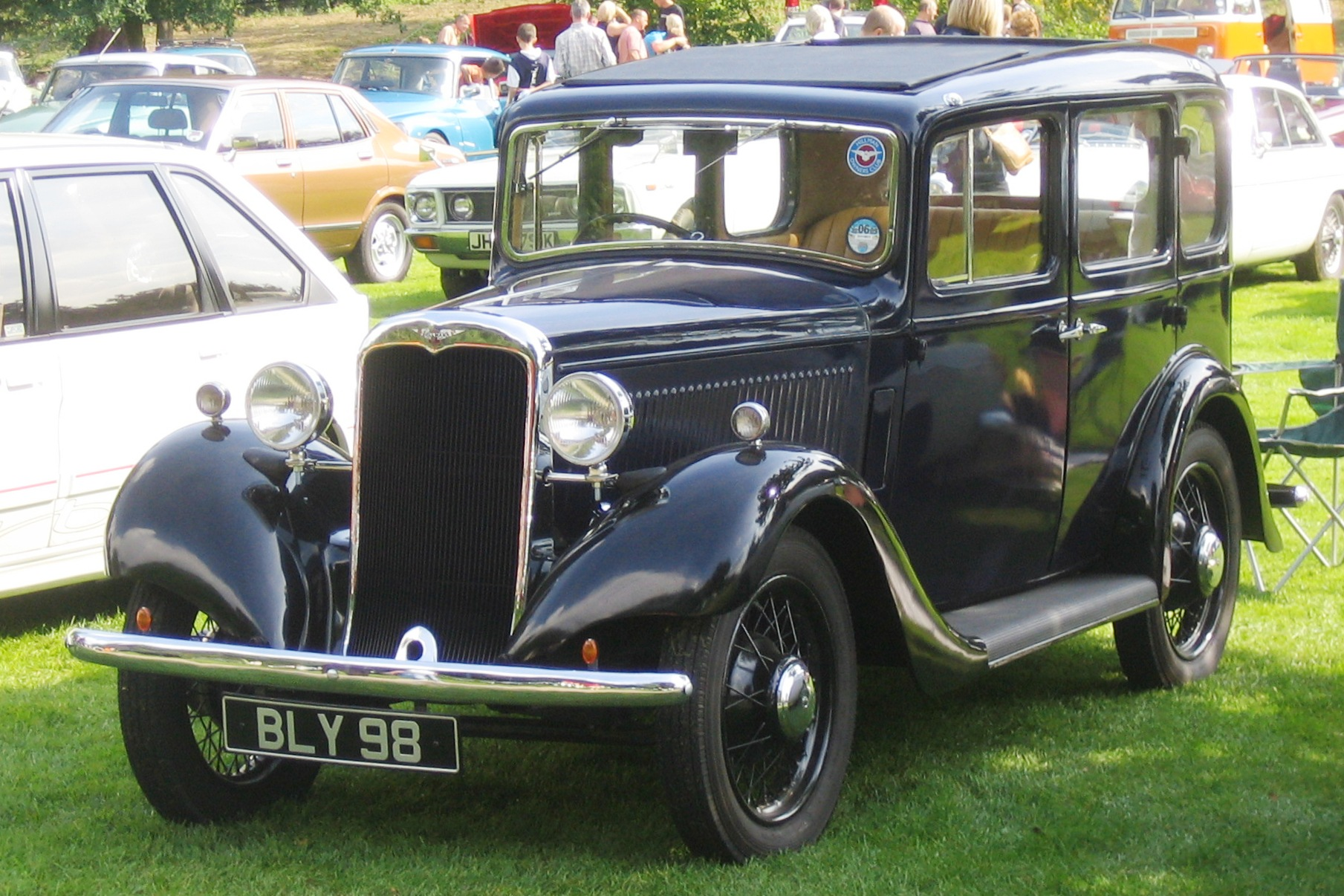
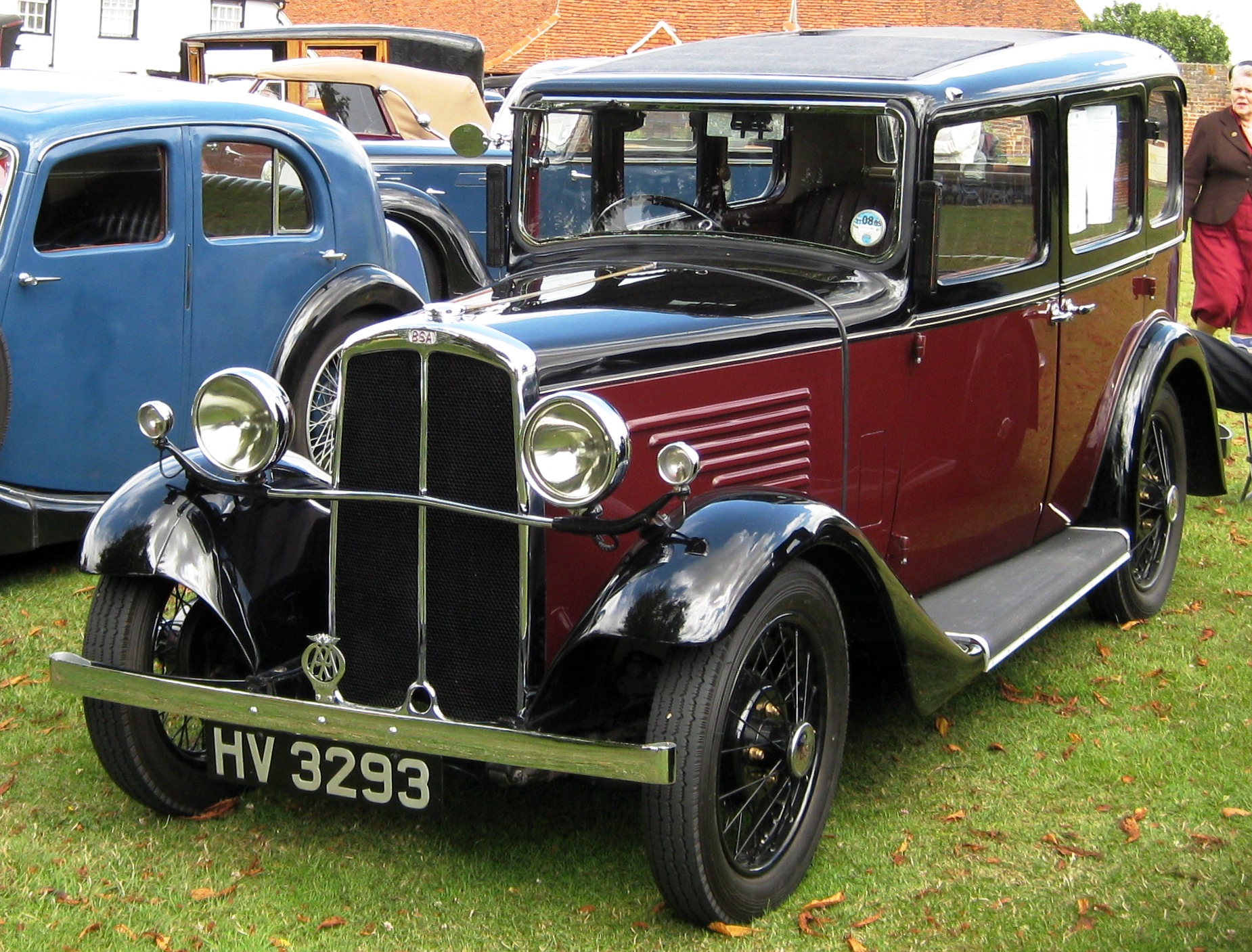